# Блок 70
Блок 70 је један од стамбених блокова Новог Београда, део месне заједнице Савски кеј. Подељен је на стамбене целине уз Савски кеј и солитере блока који се протежу дуж улице Јурија Гагарина. Средину блока дели шеталиште „Лазаро Карденас” које се наставља преко улице кроз Блок 44 и Блок 45. У Блоку 70 живи око 10.000 људи, док је његова површина 0,80 km².

## Положај и географија
Блок 70 се налази у југозападном делу општине Нови Београд на левој обали реке Саве, на око 7,7 km од центра Београда. Блок 70 је оивичен улицама Гандијевом, Јурија Гагарина, Омладинских бригада и реком Савом. Са источне стране преко улице се граничи са Блоком 70а, са западне са Блоком 44, са северне са Блоком 64, док са јужне стране избија на реку Саву, преко које се налазе острва Ада Међица и Ада Циганлија.

## Привреда и образовање
У Блоку 70 се налази
- Основна школа „20. октобар“[3]
- Дечји вртић „Срна“[4]
- кинески тржни центар
- Стари занатски центар
- Седиште месне заједнице „Савски кеј“
- Библиотека „Братство јединство“
- Пошта
- Приватна средња школа Коста Цукић
- Услужни центар Градске општине Нови Београд, истурено одељење Првог суда, где грађани могу да овере уговоре о промету непокретности за целу територију града Београда, заложне изјаве, пуномоћја, овлашћења и сагласности.[5]
- Мини пијаца
- Стамбено пословни комплекс „Беле зграде“
- Велики број ресторана и кафића, као и сплавова на Савском кеју
- Седиште јавног комуналног предузећа „Зеленило Београд“

## Историјат и изградња
Блок је изграђен је по технологији ИМС система грађења пренапрегнутих бетонских скелета, београдског Института за испитивање материјала, за који је заслужан тадашњи директор института Бранко Жежељ. Изградња блока текла је по идеји архитеката Поповића, Шекеринског, Чанка и Алексића.
- 1966. године усвојен је детаљни урбанистички план за изградњу Блока 70 који је изграђен на основу награђеног рада аутора архитеката И. Тепеша и В. Гредеља.
- 1967. године - Земљиште на којем се данас налази Блок 70, уступљено је за градњу удружењу „Инпрос“ и ГП „Комграп“ и расписан конкурс за добијање архитектонских решења.
- 1973. године. - Почела изградња Блока 70.
- 1974. године. - Почело усељавање у завршене објекте у блоку.
- 1975. године године завршена је комплетна изградња Блока 70, који је добио титулу најбрже изграђеног насеља у Југославији.

## Саобраћај
Блок је повезан градским превозом са другим деловима Београда, а у његовој непосредној близини налази се Мост на Ади који га повезује са Топчидером и општином Чукарица.
Број паркинг места у блоку је недовољан, нарочито у делу око кинеског тржног центра
До блока се градским превозом може стићи аутобусима 
- линија 67 Зелени венац - Блок 70а.[9]
- линија 68 Блок 70 - Зелени венац.[10]
- линија 73 Блок 45 - Батајница.[11]
- линија 76 Блок 70а - Бежанијска коса.[12]
- линија 89 Блок 72 - Видиковац.[13]
- линија 94 Блок 45 - Ресник.[14]
- линија 95 Блок 45 - Борча.[15]
- линија 610 Земун - Јаково.[16]
- линија 610Е Блок 70А - Јаково
- линија 708 Блок 70а - Земун поље.[17]

као и ноћним линијама аутобуса
- линија 68н Трг Републике - Блок 45 .[18]

Трамвајима
- линија 7 Блок 45 - Устаничка улица,Вождовац,[19]
- линија 9 Блок 45 - Бањица[20]
- линија 11 Блок 45 - Калемегдан, Доњи град[21]
- линија 13 Блок 45 - Баново Брдо[22]

И минибус линијама 
- линија Е6 Блок 45 - Миријево[23]

## Спортски садржај и природа
Блок 70 обилује зеленилом и дрворедима, а постоји и велики број фудбалских и кошаркашких терена.
У непосредној близини налази се и Савски кеј, погодан за рекреацију или одмарање у природи. На савском насипу постоје стазе за трчање, шетњу и вожњу бицикла, а тик испод њега налази се и теретана на отвореном. У основној школи 20. октобар налази се школски базен.
С обзиром да се у близини налазе велики тржни центри и да је цео крај био затрпан аутомобилима, као компензација грађанима, крајем 2011. године, уз шеталиште Лазаро Карденаса изграђен је нови парк, са два дечја игралишта, справама за вежбање, клупама, расветом, хидрантском мрежом и чесмом. Уграђени су подземни контејнери и додато 250 нових паркинг места. Најпознатији кошаркашки терени су „Јул, Рупа” и „Рајфајзен”.

## Галерија
- Поглед ка блоку из правца Блока 44
- Спомен биста Махатме Гандија на Савском кеју у Блоку 70
- Обданиште Срна
- Кинески тржни центар у Блоку 70
- Терен у Блоку 70
- ОШ „20. октобар”
- Поглед на Блок 70, 2007. године